# 尼罗河天神堂

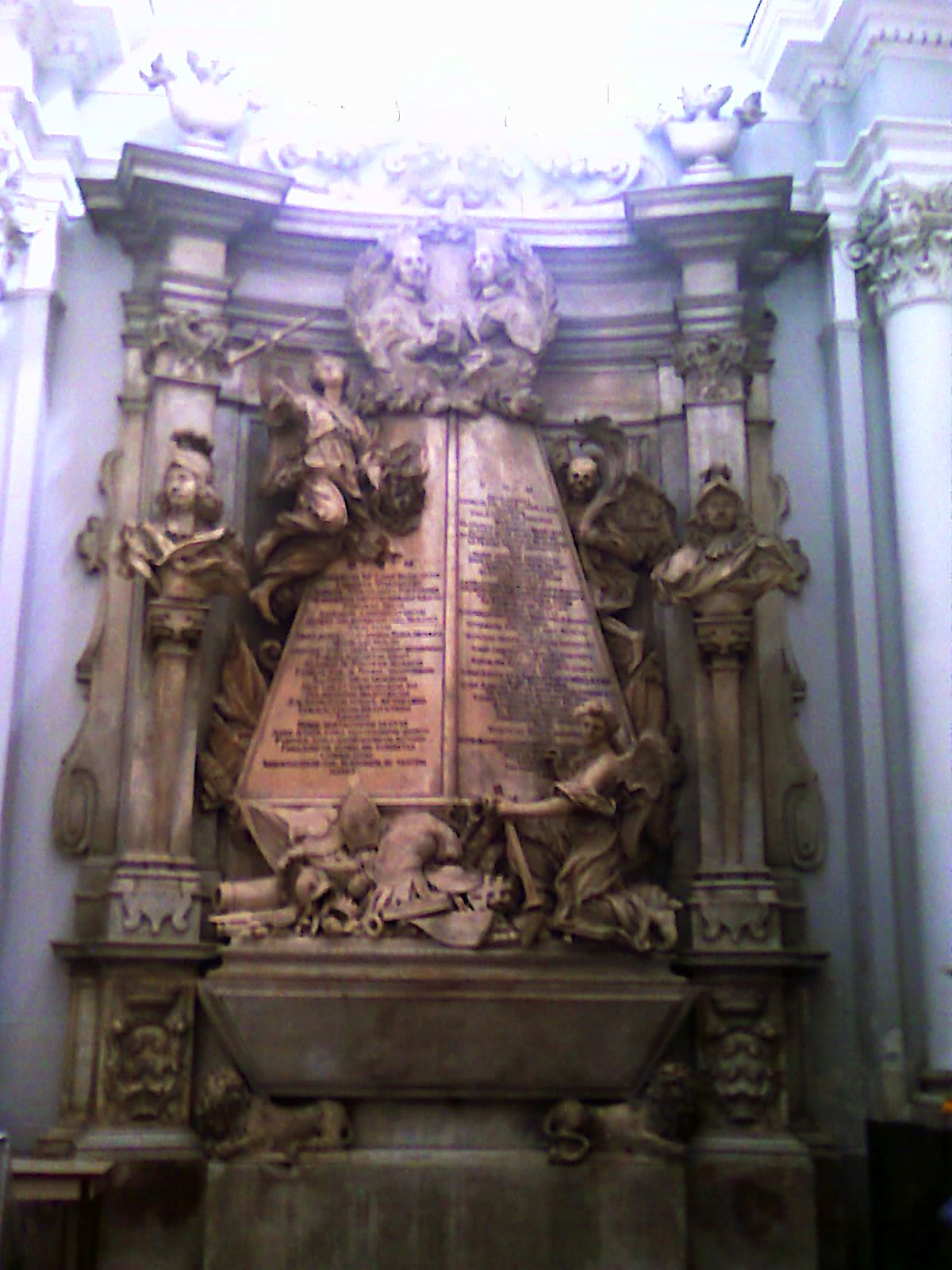

尼罗河天神堂（Chiesa di Sant'Angelo a Nilo）是一座罗马天主教教堂，位于意大利那不勒斯老城的斯帕卡那波利街，斜对着大圣多明我堂。
该堂地处古希腊-罗马城市的和核心，得名于埃及的尼罗河，当时为埃及商人的神庙。1385年改为小堂，根据布兰卡奇枢机的意愿，供奉天神，他家族的宫殿位于附近。目前的外观是1709年重建的结果。
堂内有著名的布兰卡奇枢机墓，出自多那太羅和米开罗佐之手，为该市的主要雕塑作品之一。